# Wés
 (janvier 2015).
Si vous disposez d'ouvrages ou d'articles de référence ou si vous connaissez des sites web de qualité traitant du thème abordé ici, merci de compléter l'article en donnant les références utiles à sa vérifiabilité et en les liant à la section « Notes et références ».
Pour les articles homonymes, voir Wes (homonymie).

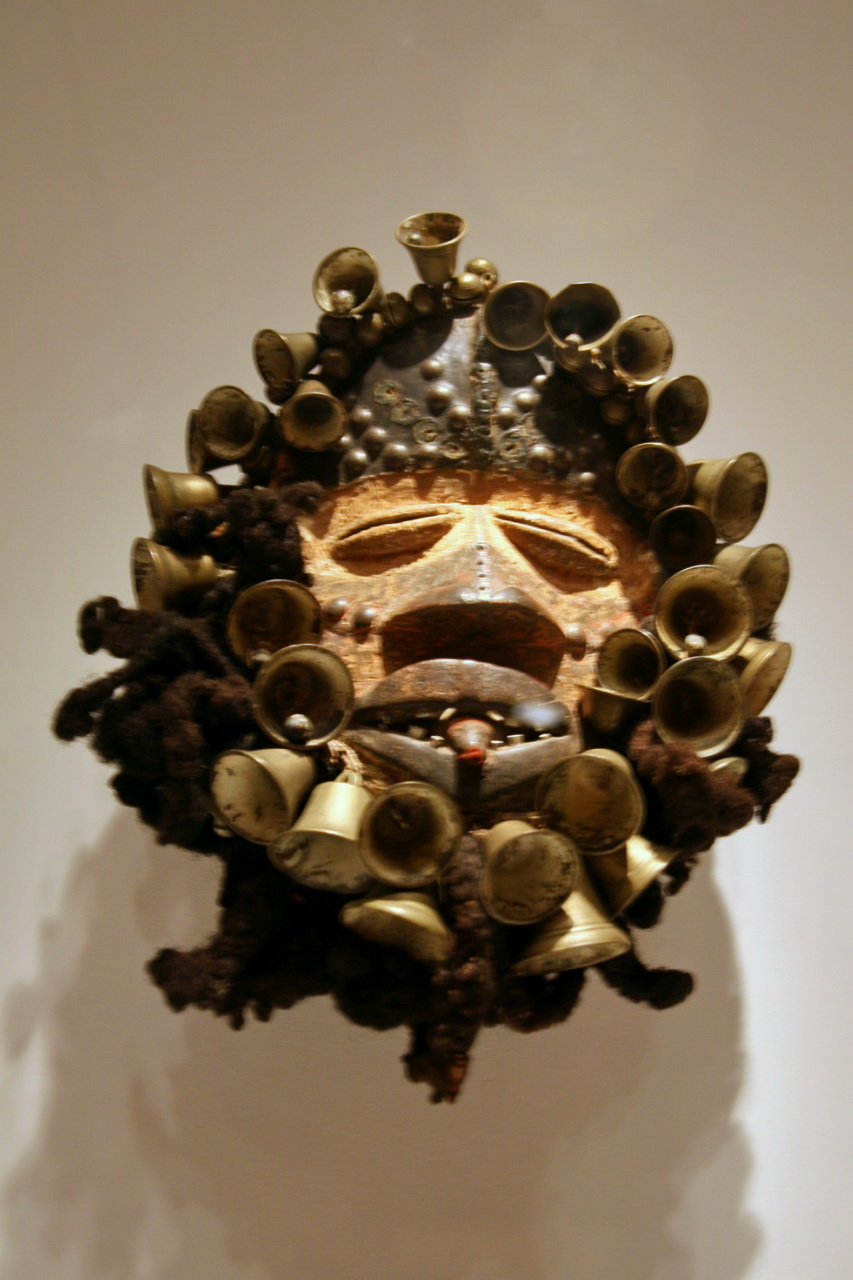
Masque wé

Les Wés (ou Wee ou Wegnons) sont un peuple africain vivant dans l'ouest de la Côte d'Ivoire et dans l'est du Libéria où ils sont plus généralement appelés Krous.
Ce peuple est installé dans cette partie de la grande forêt guinéenne depuis près de sept siècles au moins. Le pays Wé précolonial s'étend entre Guézon en Cote d'Ivoire et l'est du Libéria.
Au Libéria, les "Krou" (Kru) et constituent l'un des principaux groupes autochtones et leur langue et leur culture est très largement répandue dans ce pays. Malgré la frontière actuelle, les Wés du Libéria et ceux de Côte d'Ivoire entretiennent encore assez souvent des liens culturels et familiaux.
Les Wés sont parfois nommés Wegnons, qui signifie en langue Wé « l'homme qui pardonne », ou « l'homme au cœur noble ».

## Histoire
Il apparaît que les Wés/Krous se seraient installés sur le pays aujourd'hui à cheval sur la frontière ivoiro-libérienne entre le XIIIe et le XIVe siècle. Cette implantation s'est vraisemblablement opérée depuis les vallées du sud de la chaîne de montagnes ivoiro-guinéennes jusqu'à l'océan Atlantique. 
Il est vraisemblable que ces populations venaient de l'actuelle Guinée et qu'un groupe krou originel se soit ensuite divisé entre différents clans, les uns allant sur la côte, d'autres dans la forêt, d'autres à l'ouest du fleuve Cavally et à l'est. Cette migration est probablement motivée par la volonté de fuir les raids menés par les petits royaumes mandingues qui pratiquaient notamment la traite négrière pour alimenter le commerce transsaharien. Outre les Krous, certaines populations mandingues fuirent également, comme les Yacouba. Ces derniers, voisins montagnards des Wés, constituant une culture tout à fait originale, partageant avec les Wés leurs costumes traditionnels, mais parlant une langue mandingue. 
Dès lors qu'ils étaient établis dans la forêt, les peuples Wés/Krous ont été largement épargnés par la traite négrière, aussi bien la traite intra-africaine que de la traite transatlantique des 17e-18e siècles. 
Cela n'exclut pas l'existence éventuelle de pratiques esclavagistes locales dans certaines communautés krous. Les fameux Kroumen du 18e siècle sont très bien connus des livres d'histoire pour avoir souvent travaillé comme marins pour le compte des comptoirs transatlantiques côtiers, y compris pour des trafiquants d'esclaves. 
Le terme "kroumen" est devenu dès le 18e siècle un terme commun pour désigner ces populations de krous marins installés sur les côtes ivoiro-libériennes. 
D'une manière générale, le peuple Krou, installé entre la forêt guinéo-ivoirienne et la mer, fut assez largement épargné par les bouleversements de cette époque. 
Les Wés/Krous du Libéria constituèrent très tôt une masse d'opposition à la domination politique des Noirs américains dans leur pays au 19e siècle. De même, les wé/krous de Côte d'Ivoire étaient réputés pour leur résistance aux razzieurs d'esclaves qui, au nord comme au sud, cherchaient à pénétrer le pays forestier. 

## Territoire
Aujourd'hui, ce pays Wé est limité au nord, par la ligne Toulepleu-Parc du mont Pico, et au sud, par la lisière nord du parc National de Taï.  

## Population
Aujourd'hui en Côte d'Ivoire, on retrouve cette peuplade principalement dans la région du Moyen-Cavally, mais aussi à Abidjan et bien sûr, dans une diaspora de plus en plus active. Peuple forestier par excellence, les wés forment historiquement une société villageoise et agricole, d'organisation clanique et communautaire. Ils se distinguent de leurs cousins les Krous côtiers qui sont traditionnellement des pécheurs.
Le pays Wé/Krou de Côte d'Ivoire vit dans un espace naturel exceptionnel. Malgré les problèmes causés par la pratique du braconnage et de l'agriculture intensive, le pays Wé/Krou, dans le Moyen-Cavally, mais aussi dans le Bas-Sassandra, abrite des espaces naturels absolument uniques. En particulier, le parc naturel de la forêt de Taï abrite encore à ce jour des espèces  parfois uniques en Côte d'Ivoire : éléphants (leur nombre est passé de presque 2000 individus dans les années 1970 à une petite centaine au début des années 2000...), singes de toutes sortes, léopards, buffles, phacochères, hippopotames nains, antilopes, des spécimens uniques de céphalophes, des aigles d'Afrique, faucons, crocodiles, des chouettes, pintades, calaos, etc. Le parc national du Mont Peko, à la limite du pays Yacouba, plus au nord, est également d'une grande richesse en faune et flore. 

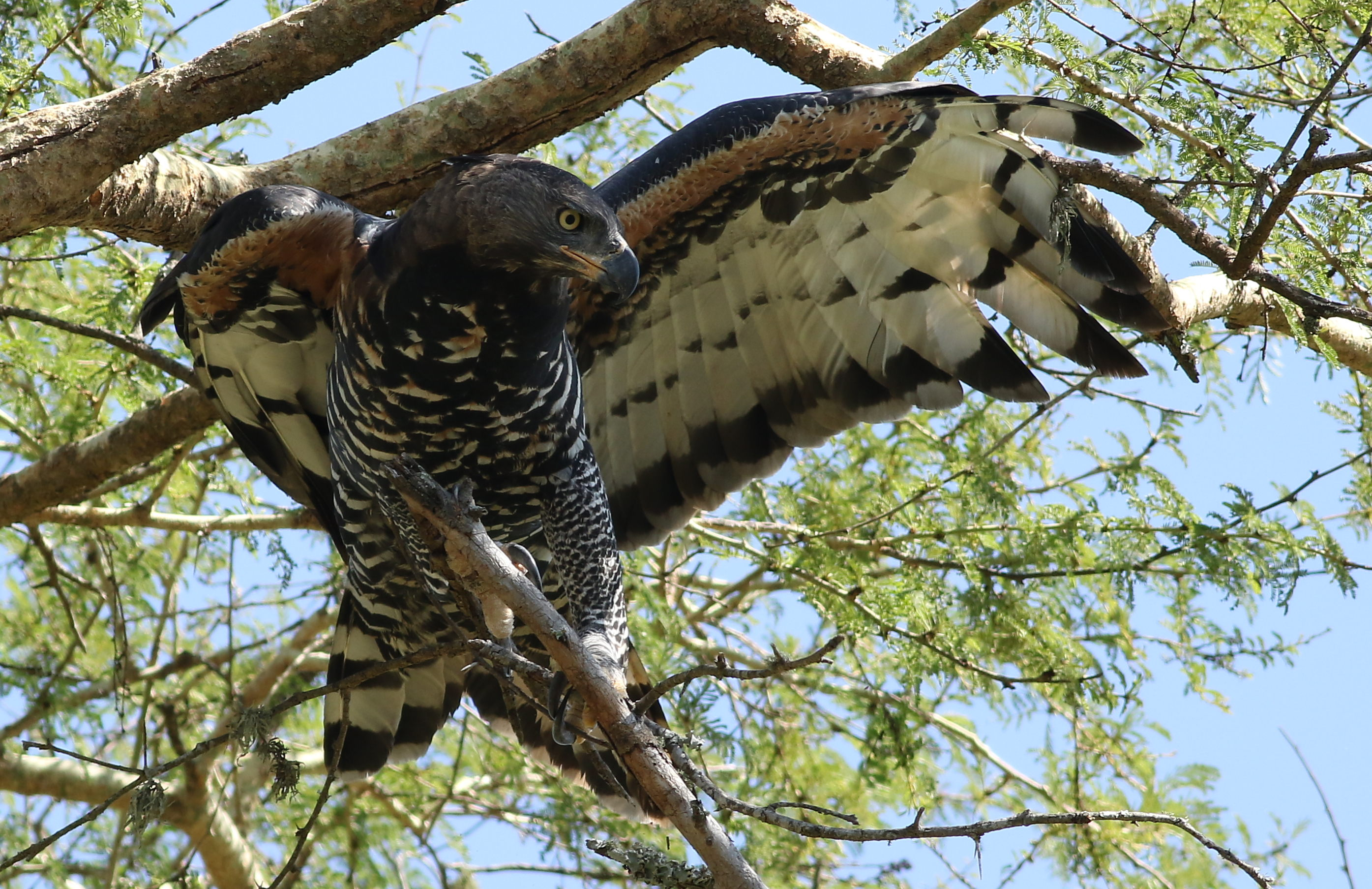
Aigle couronné d'Afrique

La côte du pays Krou historique, entre Tabou et Sassandra, possède également plusieurs centaines de kilomètres de plages exceptionnelles, comme l'emblématique village de Grand-Béréby, où les krous marins excellent dans l'art de la pêche. Cette localité s'est d'ailleurs faite une spécialité dans le tourisme de pêche au large. Dans ces régions côtières, la pêche est aussi importante que l'agriculture des forestiers. On trouve au large des côtes, requins, carangues, barracudas, raies et marlins.
Malgré ces innombrables atouts touristiques et naturels, le pays Wé et le pays Krou en général, a longtemps souffert de son isolement et de sa proximité avec des zones de guerres (guerre civile au Libéria, puis en Cote d'Ivoire), de déplacements de populations (politiques d'immigration). D'une manière générale, la proximité avec la société pauvre et dangereuse du Libéria voisin nuit encore à la sécurité et au développement du pays krou frontalier, en l'absence d'une bonne sécurisation de la frontière. De plus, les politiques agricoles et migratoires anarchiques des gouvernements du passé dans l'Ouest ont longtemps contribué à faire de cette région une sorte de far-west pour aventuriers et grands groupes d'exploitation de bois et de cacao. Depuis quelques années, le gouvernement ivoirien fait beaucoup d'efforts pour désenclaver, protéger les espaces naturels, établir l'autorité de l'état et favoriser ainsi le développement de ces régions. Le potentiel touristique de cette région comprise entre mer et montagnes peut être facilement comparée à la situation tanzanienne ou kenyane, pays dans lesquels le tourisme en parc animalier génère chaque année plusieurs centaines de millions de dollars de bénéfices.

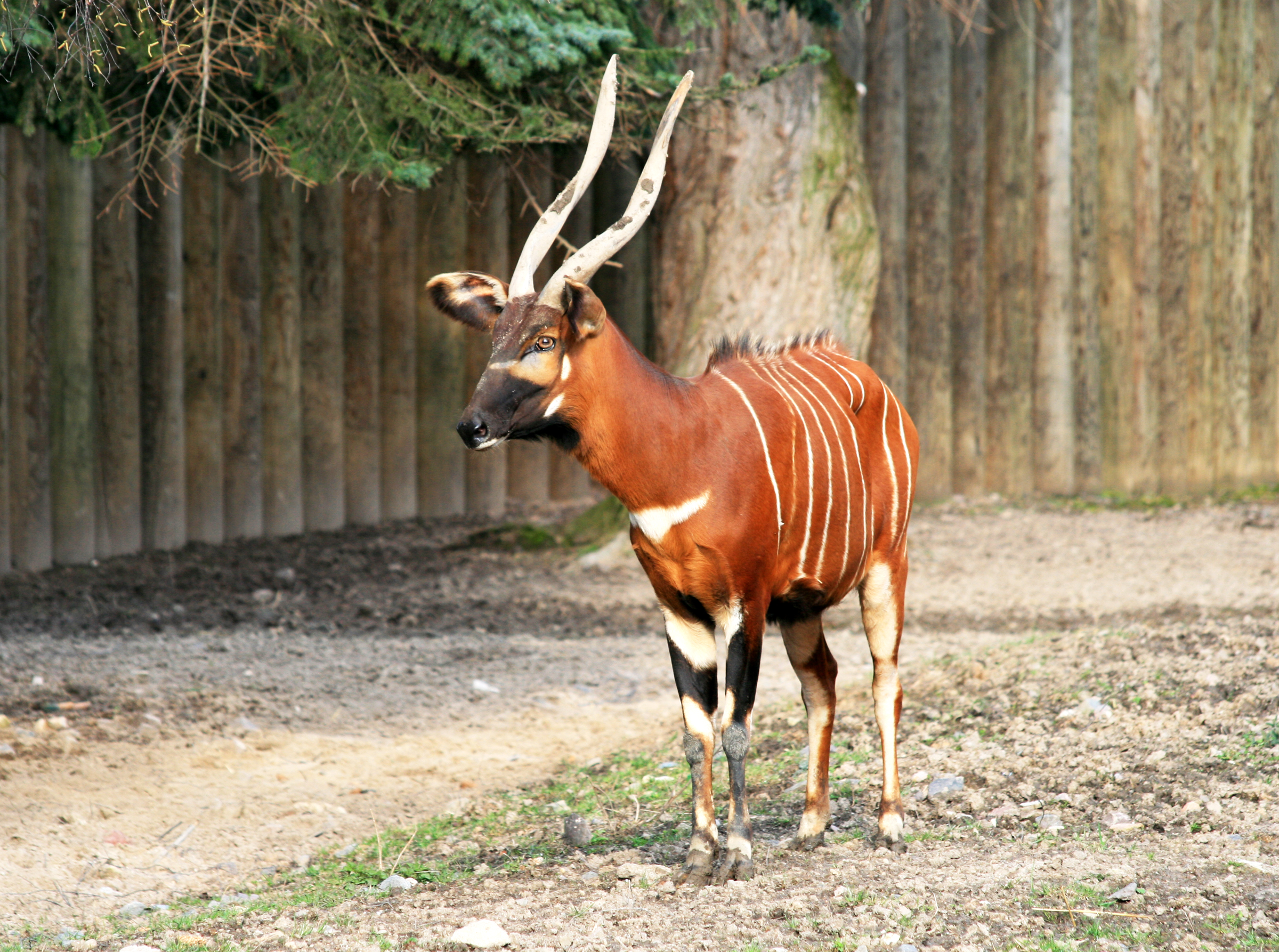
Antilope Bongo

## Langue
La langue est le wé, langue qui peut comporter quelques divergences de vocabulaire, d'intonation ou d'accentuation, selon que l'on le parle au nord ou au sud de la région. Aujourd'hui, on parle communément de dialecte "guéré" ou "wobé" pour distinguer avec tort deux branches de la même langue. Comme nous l'avons vu, la distinction entre "guérés" et "wobés" est vraisemblablement le fruit d'une méprise de quelques administrateurs coloniaux avec leurs guides. Aussi, "guéré" et "wobé" sont une seule et même langue. De même, les Wés de Cote d'Ivoire comprennent et échangent sans difficultés avec les krous du Libéria. Les ethnologues classent encore à ce jour la langue Wé dans le groupe linguistique "Krou", lequel comprend également le Bété, le Bakoué, le Bassa, le Grebo, l'Aizi, le Kouwa, le Dida et le Neyo. 
Au Libéria, l'équivalent du créole ivoirien ("français de moussa") se nomme "kreyol" ou encore " kru english pigdin" et l'influence de la langue krou y est prédominante. Au Libéria, ce mélange original est le résultat de la rencontre entre l'anglais créole des afro-américains venus s'installer dans le pays et la langue des autochtones krous. Ce type de créole est la forme de langage populaire la plus répandue au Libéria actuellement. Là encore, cette influence de la culture krou côtière est très importante en Côte d'Ivoire, même si elle n'est pas toujours comprise.
Les langues krou sont comptés parmi les systèmes toniques les plus complexes d'Afrique et sont souvent comparés aux langues omotiques de l'Ethiopie.

## Religion
Si le paganisme local reste encore pratiqué par un certain nombre de wés, une autre partie d'entre eux est catholique, bien que les différentes formes de protestantisme y soient également répandues, surtout dans la diaspora. Très peu de wés sont musulmans, la présence de l'islam en pays Wé étant surtout le fait de populations mandingues ou voltaïques installés dans le Moyen-Cavally ou sur la côte entre le fleuve Cavally et le fleuve Sassandra.

## Ethnonyme
Un amalgame encore très répandu est lié à certaines dénominations de ce peuple, amalgame qui concerne aussi d'autres peuples de Côte d'Ivoire. En effet, les appellations de « Guéré » et « Wobé » encore malheureusement courantes aujourd'hui sont, semble-t-il, le fruit d'une méprise des administrateurs coloniaux qui, lors des avancées dans le pays, eurent à savoir comment nommer les peuples qu'ils rencontraient. De toute évidence, ces administrateurs auraient pu avoir mal interprété les réponses de leurs guides d'expéditions, ceux-ci originaires des contrées avoisinantes, qui auraient répondu aux premiers dans leurs langues respectives. En particulier, il est connu que les guides étaient souvent de langue malinké et certains chercheurs ont fait remarquer que le terme "Wobé" vient d'une méprise, car il peut se traduire en malinké par "Les wés sont là-bas" (Wé-Bey). Quoi qu'il en soit, le terme guéré ou wobé n'est en aucun cas le nom que se donnaient les Wés il y a encore un siècle. Il apparaît que beaucoup de personnes âgées originaires de la région se désignent en effet la plupart du temps plutôt par le terme « Wé ».
Nombre d'Ivoiriens, et nombre de Wés eux-mêmes, persistent à se désigner comme " Guérés" ou "Wobés" , ces termes ayant fini par intégrer le vocabulaire courant de Côte d'Ivoire dès lors qu'ils furent inscrits dans les premiers registres administratifs. Les premiers gouvernements ivoiriens indépendants n'ont jamais beaucoup cherché à comprendre l'histoire des nations ivoiriennes. 
Aujourd'hui encore, malgré quelques études, les recherches historiques sérieuses sont rares sur l'histoire des Wés. Quoi qu'il en soit, il est pertinent de relever les nuances de langue entre nord-est et sud-ouest du pays Wé, ces nuances étant pourtant relativement rares et se réduisant souvent à des nuances de vocabulaire.

## Culture

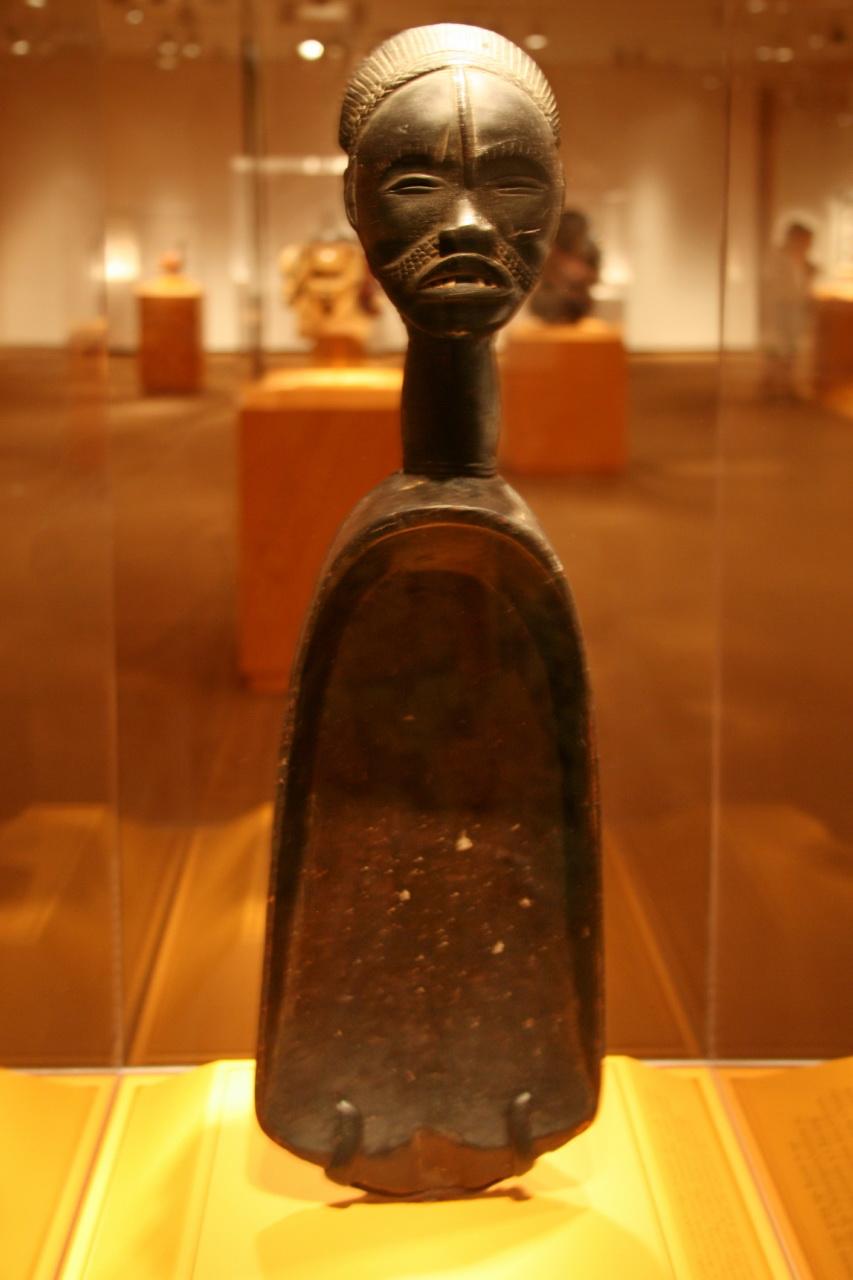
Cuillère de cérémonie

Il semble que le groupe qu'on appelle aujourd'hui "Kru" au Liberia et Wés en Côte d'Ivoire fut le cœur même de la culture et de la langue du groupe plus vaste que les ethnologues désignent par "Krou", groupe ethno-linguistique comprenant donc aussi les populations installés sur les côtes du sud-ouest de la Côte d'Ivoire. Là encore, il est intéressant de constater que les Bétés, groupe le plus oriental du groupe "Krou" partagent depuis le XVIIIe siècle un certain nombre de coutumes et de costumes traditionnels avec les groupes akans dont ils sont devenus les voisins directs. Ainsi, les populations wés de Côte d'Ivoire sont probablement les vestiges linguistiques les plus intacts du pays Krou pré-colonial.

### Musique
L'influence de la culture Wé/Krou est très importante dans la culture ivoiro-libérienne. C'est notamment des Wê des Bété et des Dida qui ont apporté à Abidjan la fameuse culture Zouglou, au début des années 1980, musique dont les sonorités sont originellement inspirées de la culture populaire Krou. 
Au Libéria, où les Wés sont généralement désignés comme "Kru" et constituent une très important partie de la population de ce pays, l'influence de leur culture y est plus sensiblement prédominante, notamment dans le domaine de la musique.

### Cinéma
Le long-métrage d'animation ivoirien Wê, l'histoire du masque mendiant, produit par le studio Afrikatoon et sorti à Abidjan en avril 2016, relate une intrigue originale mais s'inspire de la culture des Wés.